# Dionüsziadész
Dionüsziadész (Kr. e. 3. század?), görög tragikus költő.
A kilikiai Tarszoszból vagy Maloszbol származott. Részt vett a Ptolemaiosz Philadelphosz rendezte drámai versenyben, a pleiasz-körhöz tartozott. Állítólag egy színházi almanachfélét is írt. Munkái nem maradtak fenn.